# 木村花
木村 花（きむら はな、1997年9月3日 - 2020年5月23日）は、日本の女子プロレスラー、タレント。
2016年、女子プロレスラーとしてデビューした。ビッグブーツ、ミサイルキックなどを得意技とし、ゴッデス・オブ・スターダム王座、アーティスト・オブ・スターダム王座、JWP認定ジュニア王座&POP王座などのタイトルを獲得した。最終所属はスターダム、芸能活動においてはWALK。身長162 cm、体重 55 kg。母は2017年まで女子プロレスラーとして活動していた木村響子、父はインドネシア出身。

## 所属
- プロレスリングA.C.E.（2016年 - 2018年）
- WRESTLE-1（2018年 - 2019年）
- スターダム（2019年 - 2020年）

## 経歴
2005年
- 8月21日のNEO女子プロレス東京キネマ倶楽部大会を関係者として観戦。第3試合のアイアンマンヘビーメタル級王座争奪バトルロイヤル後のリング外で、同試合参加者の木村響子・千春・仲村由佳のアシストを得て新王者のタニー・マウスから3カウントを奪い、規定により第201代王者となる。直後に木村響子に3カウントを取られ王座を失う[6]。

2009年
- スターダムの前身とも言える風香自主興行「風香祭8」（メインは風香vs木村響子）でのイルクダンスチームのパフォーマンスに感銘を受けて、イルクのメンバーの元でダンスを習い始める[7]。

2010年
- 3月の「風香祭ファイナル」にイルクダンスチームの一員として参加[7]。

2011年
- 母親が沖縄プロレスに参戦していた縁で、プロレス番組『リングに来ないかっ!』（琉球放送）の企画「リングで会えるアイドル発掘プロジェクト」に参加[8]。10月9日、同番組発の7人組ガールズユニット「AWANIKO」の一員としてインディーズデビュー。当時の芸名は「ハナ」[9]。

2015年
- プロダンサーの道を断念したことや、母親が勧めたことなどから、プロレス入りのためのトレーニングを始める[10][11]。この時期に高校は中退している。
- 10月1日、WRESTLE-1が設立したプロレス専門学校「プロレス総合学院」に1期生として入学[12]。
- 12月16日、2016年度のパンクラスラウンドガール「Super Teriffic Cuties」として発表される。ラウンドガール時の名義は「HANA」[13]。

2016年
- 3月30日、WRESTLE-1道場で開催されたプロレス総合学院1期生の卒業試合での才木玲佳戦でデビュー。才木のキャメルクラッチに敗れる[14]。
- 4月24日、WRESTLE-1春日部ふれあいキューブ大会にて第二戦、デビュー戦と同じく才木と対戦し鎌固めで初勝利を上げる[15]。
- 5月15日、WRESTLE-1千葉Blue Field大会にて再度才木と対戦、キャメルクラッチに敗れる[16]。
- 6月19日、OZアカデミー新宿FACE大会でアジャ・コングからの指名による査定試合に挑戦。敗北も7月のOZ後楽園への親子タッグでの参戦を提案され快諾。
- 9月18日、JWP女子プロレス板橋グリーンホール大会にてライディーン鋼のジュニア卒業で返上されたJWP認定ジュニア王座&POP王座決定トーナメントに出場し藤ヶ崎矢子と決勝で戦い勝利。王座初戴冠となる。
- 10月2日、スターダム新木場1stRING大会にて母・響子と大江戸隊のメンバーである花月とのタッグでアーティスト・オブ・スターダム王座を獲得。
- デビュー以降はJWP女子プロレス、スターダム、センダイガールズプロレスリングを中心に参戦した。
- 11月、プロレス総合学院の卒業生中心の新団体「プロレスリングA.C.E.」に所属。
- 12月18日、JWP後楽園ホール大会で藤ヶ崎矢子とJWP認定ジュニア王座&POP王座をかけて対戦するも敗北。

2017年
- 前年末の試合で負傷し、右尺骨骨幹部骨折で全治一か月と診断され、年始の試合を欠場。その後、ドクターから復帰へGOサインが出たため、1月22日に行われた「木村響子引退興行」に出場。木村響子&ISAOと組み、鈴木みのる&アジャ・コング&里村明衣子と対戦した。
- 2017年より芸能活動をウォーク所属としている[17]。

2018年
- 1月、WRESTLE-1後楽園ホール大会でプロレスリングA.C.E.を卒業し、WRESTLE-1に所属。

2019年
- 3月21日、WRESTLE-1大田区総合体育館大会の試合後にWRESTLE-1退団を発表。
- 3月25日、スターダム入団を発表。記者会見にはスターダム社長ロッシー小川とWRESTLE-1社長のカズ・ハヤシが同席した[18]。

2020年
- 1月4日、新日本プロレス WRESTLE KINGDOM 14 in 東京ドーム　1.4にダークマッチながらタッグマッチで初出場[19]。
- 3月24日、後楽園ホールでのSTARDOM Cinderella tournament2020の1回戦で岩谷麻優と対戦し、両者OTRにより失格となっている。これが最後の試合となった。

## 死去
2020年5月23日未明、SNSにリストカットした血だらけの腕の写真を「愛されたかった人生でした」などのコメントとともに公開。連絡が取れないことを不審に思った母親の響子が江東区の自宅マンションを訪ねたところ、ベッドに心肺停止の状態で倒れているのを発見。午前3時過ぎに病院へ救急搬送されたが、死亡が確認された。22歳没。自宅リビングに手書きの遺書と見られるものが見つかったことや硫化水素を発生させたとみられる薬剤の容器が見つかったことから自殺を図ったと見られている。

### 経緯
以前から『テラスハウス』出演時の言動などをめぐりSNS上で誹謗中傷を受けていたとされており、2020年3月31日にNetflixで「コスチューム事件」を収めた38話配信以後は批判が激化していた。4月1日に自傷行為を起こして整形外科を受診。同4日に制作会社からフジテレビの制作責任者に木村の状態が報告されたが、その後も4月中旬まで自傷行為を繰り返していた。ただし、当時はコロナウイルスの流行があったため、自傷行為を始めた時期より後に撮影が行われることはなかったと思われる。5月14日にフジテレビによって「コスチューム事件その後」とタイトルを付けた3本の動画がYouTubeで公開され、同19日にコスチューム事件を収めた38話が地上波で放送される。木村が最後にスターダム関連の仕事を行ったのは同19日(Youtubeの配信）で、同21日の時点でTwitter上に仄めかしの文章を投稿していた。同23日の午前未明に命を絶ち、数名の関係者が救急車に駆け付けた。

### 反響
木村の死去は日本国外においてもBBC やワシントン・ポスト、フォーブスで報じられ、繰り返し行われた誹謗中傷に関して抗議の声が上がっていることや、木村に対する哀悼の声などが伝えられた。特に、Instagram上の木村花の公式アカウントでは、2020年当初から追悼コメントに外国人が作成したアカウントの方が割合が多い状態となっている。なお、木村花のInstagramおよびTwitter(X)アカウントは2024年現在も第三者によって削除されていないが、Instagramにおける限定公開のストーリー投稿は閲覧することができない。
死去を受け、「テラスハウス」公式Twitterは5月25日に放送を予定していた39th Weekのテレビ放送と5月26日と6月2日にNetflixで配信予定だった43rd week、44th weekの配信を休止することを発表。5月27日に「TERRACE HOUSE TOKYO 2019―2020」の制作中止が発表された。また、Netflixで木村が出演した回すべてが削除された。

### 対応
放送・通信事業を所管する総務大臣の高市早苗は5月26日の記者会見の中で木村が誹謗中傷を受けていたことに対して「匿名で人を中傷する行為は人として、卑怯で許し難い」と発言したうえで、匿名発信者の特定を容易にするなどの制度改正を含めた対応をスピード感を持って実施する意向を示した。
また同日、LINEやTwitterなどの運営会社が加盟するソーシャルメディア利用環境整備機構は緊急の声明を発表し、SNS上での嫌がらせや名誉毀損などを禁止事項として利用規約に明記し、こうした行為を把握した場合、利用停止などの措置を徹底するとした。法律に基づき情報を開示するよう求められた場合、適切な範囲で必要な情報を提供する。機構は特別委員会を設立して、さらに対策を検討するとしている。
その後、総務省や法務省なども誹謗中傷の発信者の特定を容易にする制度や侮辱罪の厳罰化などを検討し始め、2022年6月に侮辱罪に懲役刑を導入したり、法定刑の上限を引き上げる改正刑法が可決・成立した。

### 追悼
2020年6月21日、新木場1stRINGにて新型コロナウイルス感染症の流行以降約3ヶ月ぶりにスターダムの興行が行われ、試合前には追悼の10カウントゴングを鳴らし、リングサイドに並んだ所属選手が黙祷をささげた。 また、 選手がそれぞれの形で木村への追悼を表した。TCSの吏南は、木村のトレードマークであるガスマスクを着けて登場。木村の得意技であり、木村から教えてもらっていたというハイドレンジアで勝利した。小波は、目をつぶり、両手を合わせてからリングイン。ジャングル叫女は試合前にリング上で、まだ気持ちの整理がつかないため、出場予定だったこの日の試合を欠場すると説明した。木村のライバル、ジュリアは木村の動きにインスパイアされたランニングビッグブーツを繰り出した。
また、全米最大手団体のWWEでもカイリ・セインが「ありがとう花ちゃん」と書かれた傘を持って入場。サーシャ・バンクスも「HANA」と書かれた喪章を身につけて登場するなど追悼の意を見せた。その後、サーシャ改めメルセデス・モネが新日本プロレスに参戦した際、木村花をオマージュしたコスチュームで登場した。
木村が死去してから1年となる2021年5月23日、後楽園ホールにて木村花メモリアルマッチ「またね」を開催。スターダム所属選手以外にも男女問わず多くの選手が参戦した。その後も命日となる毎年5月23日には同様のメモリアルマッチが同地にて行われている。

## 得意技
パッケージドライバー
タイガーリリー
2019年9月、STARDOM 5★STAR GPで公開されたフィニッシュムーブ。
ミサイルキックを放ったあと、倒れた相手にパッケージドライバーを掛けるまでの一連の技。
名前の由来はオニユリの英名から名付けられた。
ハイドレンジア
グラウンド卍固め。名前の由来は紫陽花。
鎌固め
エルボー
ヘッドバット
ビッグブーツ
ミサイルキック
ブレーンバスター
雪崩式ブレーンバスター
変形みちのくドライバー
ジャーマンスープレックス

## タイトル歴
- 第201代アイアンマンヘビーメタル級王座[45]
- 第30代&第20代JWP認定ジュニア&POP王座
- 第10代、第19代 アーティスト・オブ・スターダム王座
- 第12代ゴッデス・オブ・スターダム王座
- 2019年度STARDOM 5★STAR GP優勝

## 入場曲
- Yes Sir!/オリジナル曲
- Internet Friends / Knife Party
- La La La（Brazil 2014） ft. Carlinhos Brown / Shakira
- ヒールで仁王立ち / 大門弥生

## メディア出演
- リングに来ないかっ!（2011年、琉球放送）
- TERRACE HOUSE TOKYO 2019-2020 （2019年10月 - 2020年5月、Netflix）[46]
- その他の人に会ってみた★（テレビ番組）2020年2月4日
- 週刊プレイボーイ（2017年6月12日号[47]、10月30日号、2018年4月16日号、集英社）